# Quincieu
Quincieu ist eine französische Gemeinde mit 105 Einwohnern (Stand: 1. Januar 2022) im Département Isère in der Region Auvergne-Rhône-Alpes (vor 2016 Rhône-Alpes). Die Gemeinde liegt im Arrondissement Grenoble und gehört zum Kanton Le Sud Grésivaudan (bis 2015 Tullins). Die Einwohner werden Quincerots genannt.

## Geographie
Quincieu liegt etwa 28 Kilometer westnordwestlich von Grenoble. Umgeben wird Quincieu von den Nachbargemeinden Saint-Geoirs im Norden und Nordwesten, La Forteresse im Norden und Nordosten, Cras im Osten, Vatilieu im Osten und Südosten, Serre-Nerpol im Süden und Westen sowie Saint-Michel-de-Saint-Geoirs im Nordwesten.

## Bevölkerungsentwicklung
| Jahr                       | 1962 | 1968 | 1975 | 1982 | 1990 | 1999 | 2006 | 2017 |
| -------------------------- | ---- | ---- | ---- | ---- | ---- | ---- | ---- | ---- |
| Einwohner                  | 100  | 87   | 69   | 75   | 73   | 74   | 71   | 103  |
| Quellen: Cassini und INSEE |      |      |      |      |      |      |      |      |

## Sehenswürdigkeiten
- Kirche Notre-Dame aus dem 19. Jahrhundert
- altes Herrenhaus

## Weblinks

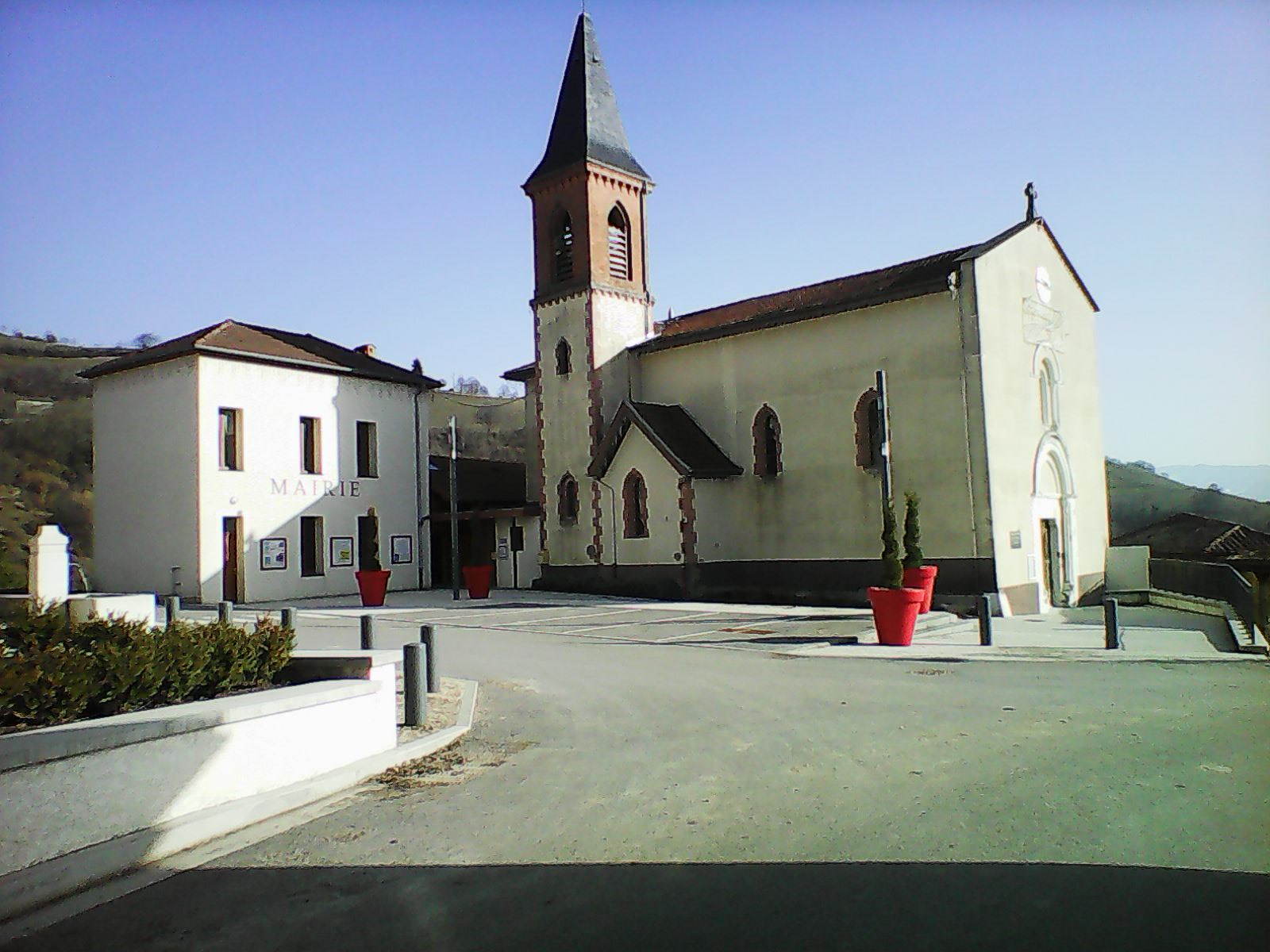
Mairie und Kirche Notre-Dame